# Auce (novads)
Pour les articles homonymes, voir Auce.
Auce est un ancien novads de Lettonie, situé dans la région de Sémigalie. Créée en 2009, la municipalité est supprimée en 2022 et fusionné dans la municipalité de Dobele.

## Histoire
La municipalité de Auce, (en letton Auces novads), est créée en 2009, lors de la 1re réforme administrative territoriale, par détachement du rajons de Dobele. Elle se compose de six pagasts, Bene, Īle (en), Lielauce (en), Ukri (en), Vecaucė et Vītiņi (en), et une ville Auce. En 2020, elle compte 6 025 habitants.
Le 1er juillet 2021, le novads d'Auce est fusionné avec la nouveau novads de Dobele lors de la 2e réforme administrative territoriale.